# Bensenböhlskopf
Der Bensenböhlskopf war eine 228,5 m ü. NHN hohe Bergkuppe im Vorderen Odenwald. Er lag in der Gemarkung Groß-Bieberau am Rand des Landkreises Darmstadt-Dieburg. Durch den jahrzehntelangen Abbau des hier anstehenden Gesteins „Bergsträßer Diorit“ wurde der Berg fast ganz abgetragen.

## Archäologische Befunde im Bereich des Bensenböhlskopfs
Auf dem Bensenböhlskopf befanden sich mindestens 7 Hügelgräber. Durch die Ausdehnung des Steinbruchs drohte deren Zerstörung. Ende der 1960er und Anfang der 1970er Jahre konnten die Hügelgräber durch archäologische Notgrabungen erfasst und dokumentiert werden, bevor der Steinbruch diesen Bereich schluckte. Die dabei erlangten Befunde liefern der Archäologie bis heute weitreichende Erkenntnisse. Der Name Bensenböhlskopf ist deshalb auch weit über den Südhessischen Raum hinaus, für viele Archäologen, Historiker und Geschichtsinteressierte ein vertrauter Begriff. Neben einem mittellatènezeitlichen Schwert (Lat C) aus Grab 3 in Hügel II, Keramikfunde aus einem verschleiften Hügel und gefundenen Nachbestattungen in Hügel III und VI des zerstörten Grabhügelfeldes, wurde auch eine Radnadel der Mittleren Bronzezeit gefunden, die Abzeichen der Archäologischen und Volkskundlichen Arbeitsgemeinschaft Dieburg e.V. wurde.
Sämtliche Funde aus diesen Grabungen sind heute im Museum Schloss Fechenbach in Dieburg ausgestellt.
Auch Funde aus der Jungsteinzeit wurden am Bensenböhlskopf gemacht. In der Aufschüttung einer der Grabhügel fanden Archäologen endneolithische Keramikscherben und Feuerstein-Abschläge. Auch ein Schuhleistenkeil dieser Zeitstellung soll am Bensenböhlskopf gefunden worden sein.
In dem nur gut 1000 m vom Bensenböhlskopf entfernten ehemaligen Steinbruch „Am ersten Grund“, am Haslochberg, wurde ein Hortfund aus 8 Steggruppenringen und zwei Lochsicheln gemacht. Diese Artefakte datieren in die Urnenfelderkultur und befinden sich heute im Hessischen Landesmuseum Darmstadt.
Der Menhir von Wersau, rund 300 Meter südöstlich des einstigen Berges, auf heutiger Gemarkung von Wersau, besteht aus dem Bergsträßer Diorit vom Bensenböhlskopf.